# Rhododendron oreotrephes
Rhododendron oreotrephes är en ljungväxtart som beskrevs av W. W. Smith. Rhododendron oreotrephes ingår i släktet rododendron, och familjen ljungväxter. Inga underarter finns listade i Catalogue of Life.

## Bildgalleri

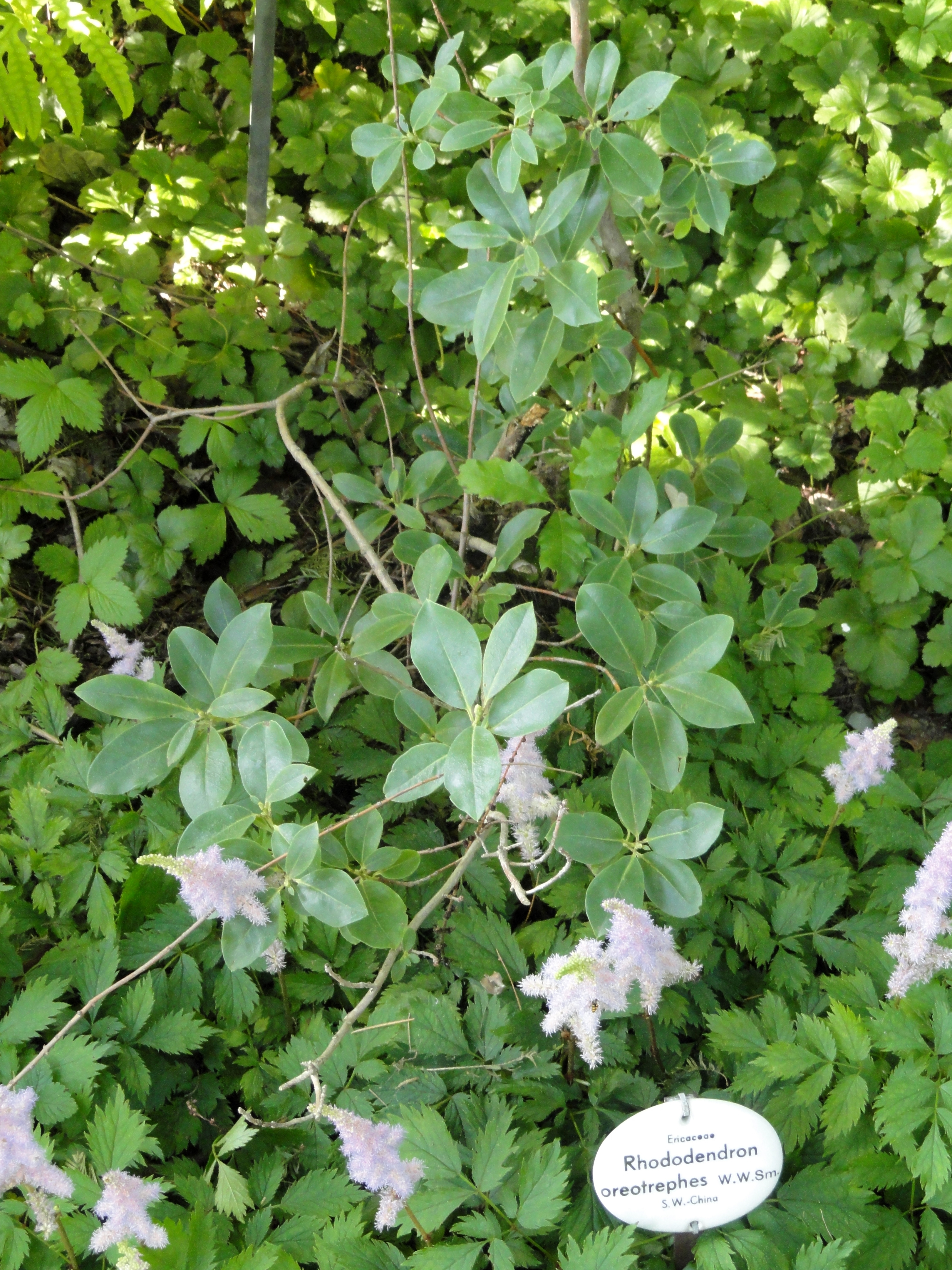
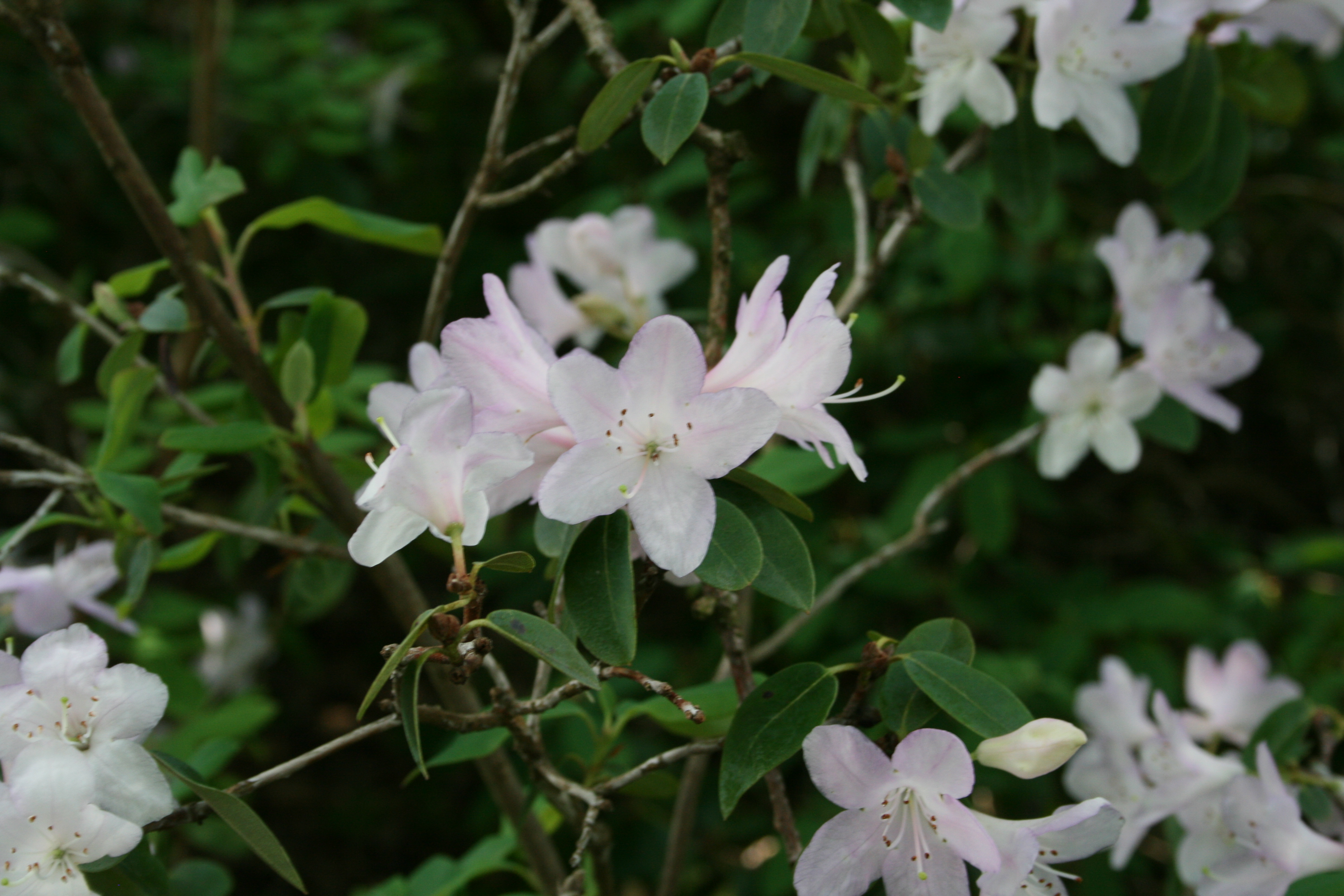
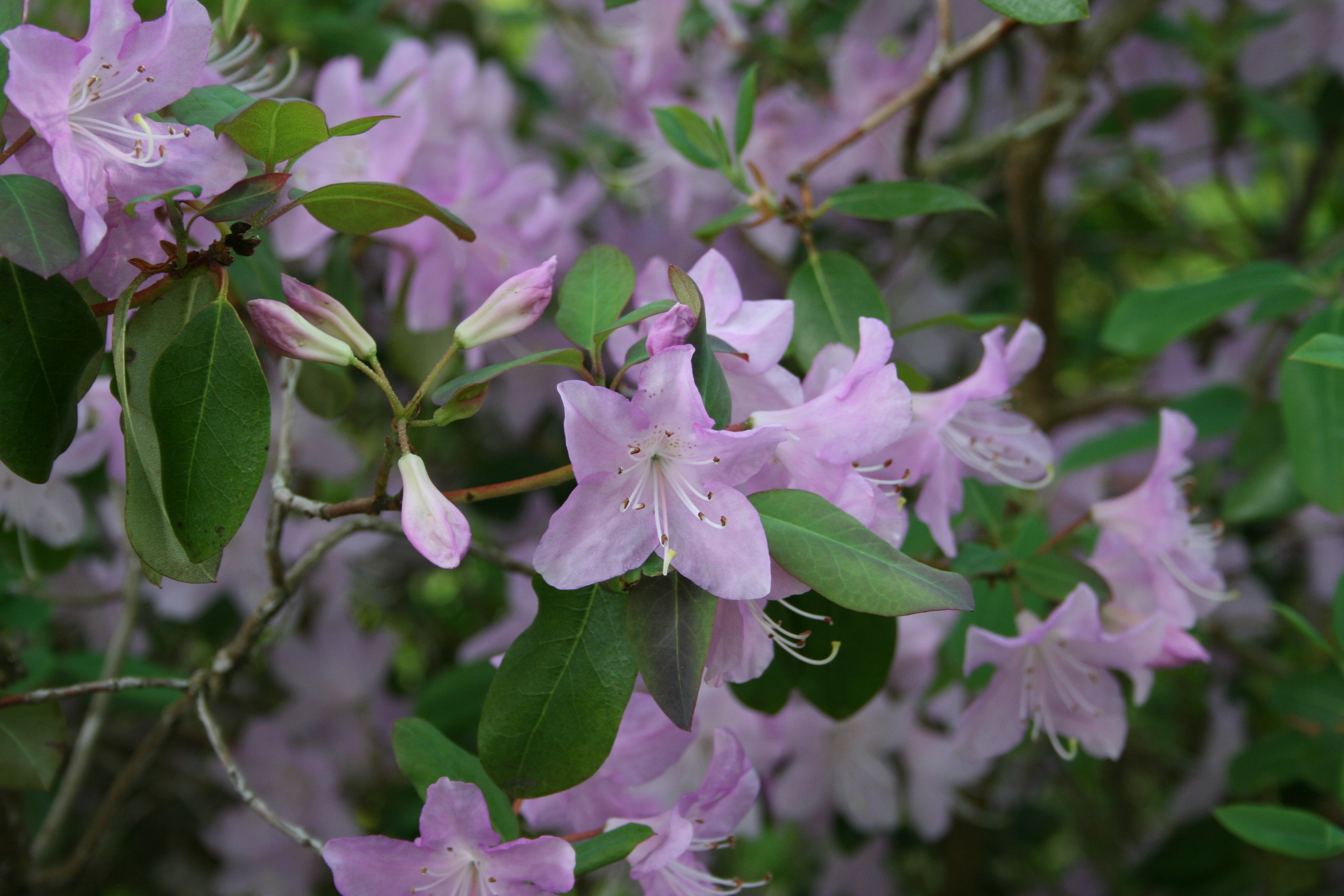
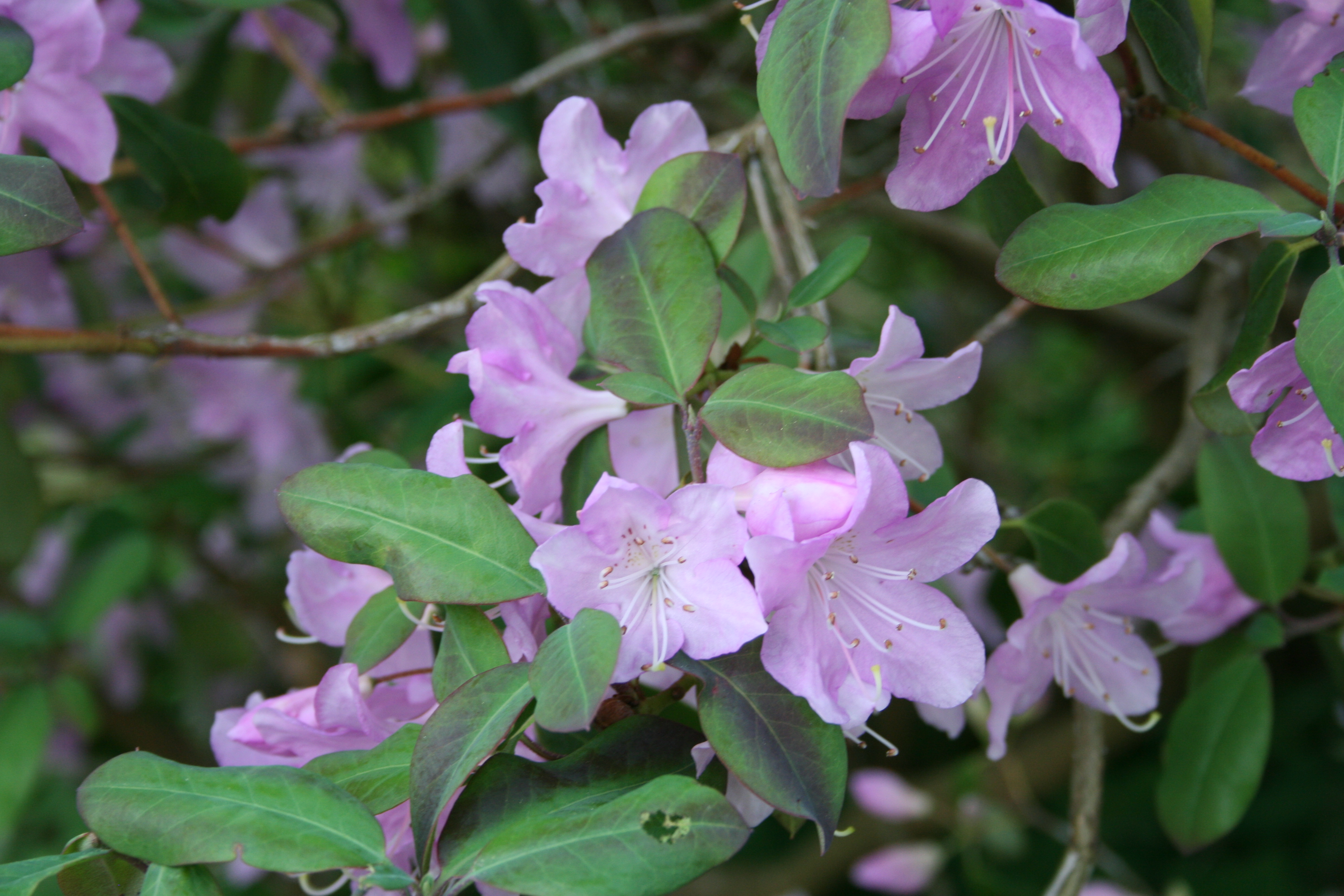
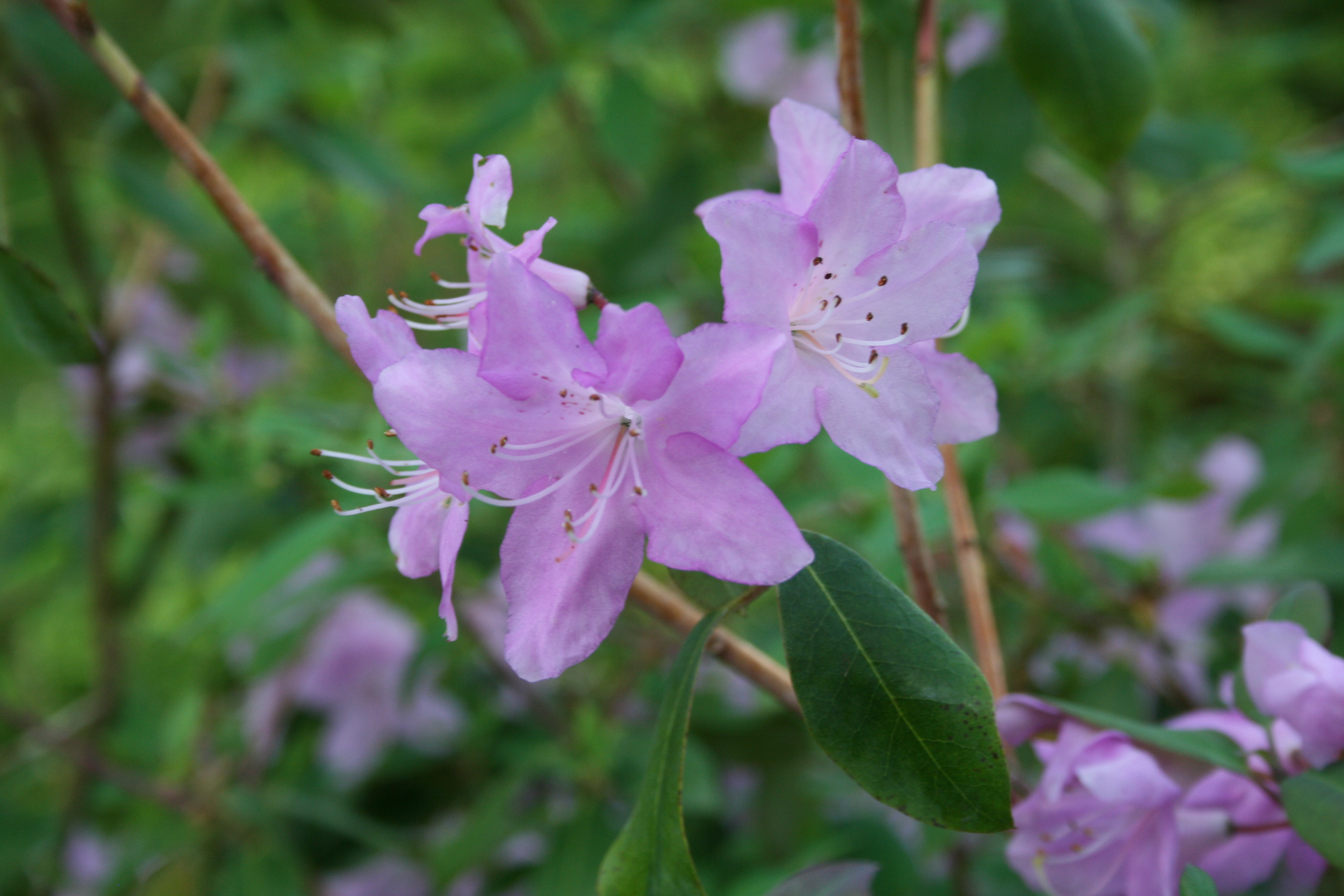
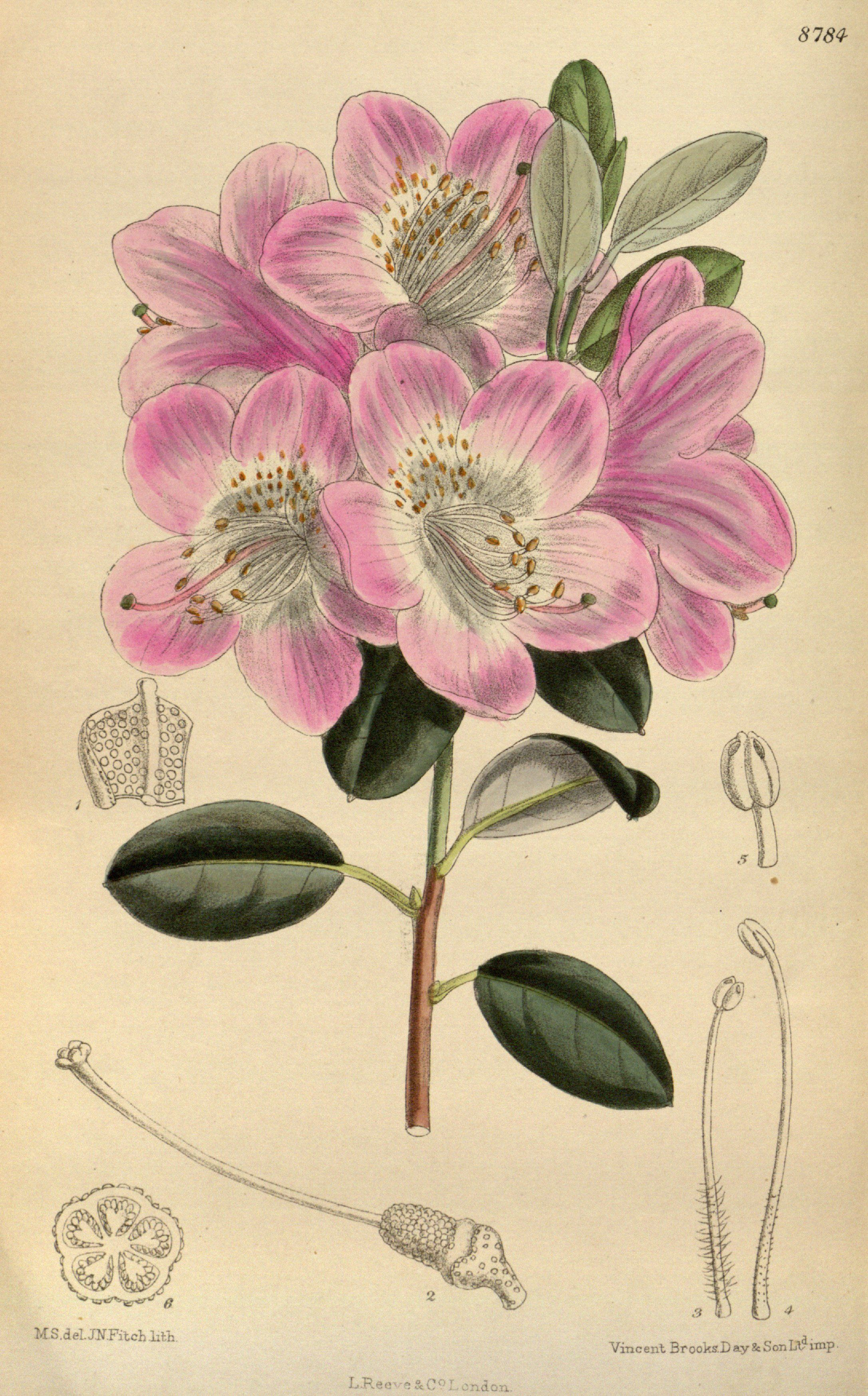